# Dixie Dregs
A Dixie Dregs egy amerikai, instrumentális rockzenét játszó együttes, mely 1970-ben alakult. Zenéjük legfőképp a jazz fusion, és a progresszív rock stílusjegyeit hordozza, de a southern rock, a bluegrass és a komolyzenei elemek is megférnek, egyedi virtuóz stílusukban. Újszerű, nagy befolyású lemezeikkel a jazz és a technikás rockzenéért rajongók között is nagy megbecsülésnek örvendenek.

## Történet

### Korai évek
A Dixie Dregs előzményének tekinthető a Dixie Grit zenekar, melyet 1970-ben alapított Steve Morse gitáros és Andy West basszusgitáros. A formáció többi tagját Frank Brittingham gitáros/énekes, Johnny Carr billentyűs, és Morse bátyja Dave dobos tette ki. Carrt hamarosan Mark Parrish váltotta fel. A zenekar többek között Led Zeppelin és Cream feldolgozásokat is játszott, azonban csak mérsékelt sikereket arattak. Nem sokkal azután, hogy Steve Morse 1971-ben beiratkozott a "University of Miami School of Music"-ba a Dixie Grit felbomlott. Ezt követően Morse és West együttmaradt és megalapították a kezdeti Dixie Dregst.
1973-ban találkoztak Allen Sloan hegedűssel és Bart Yarnal dobossal, akik szintén a University of Miami School of Music tanulói voltak. Sloan a Miami Filharmonikus zenekarban is játszott. West a Georgia Állami Egyetemen folytatta tanulmányait, miközben csellózással és zeneelmélettel is foglalkozott. A Morse, West, Parrish, és Gilbert Frayer (dob) felállású együttes ekkortájt adta első környékbeli koncertjeit. Majd Andy West mégiscsak visszatért a University of Miami falai közé, hogy teljes mértékben zenei képességeivel foglalkozhasson. Ezen kívül New York környékén az elektronikus zenével is megismerkedett, ahol Wendy Carlos volt a pártfogoltja.

### Capricorn Records-os évek és az első lemezek
Az University of Miami-ban abban az időben olyan későbbi híres zenészek fordultak meg, mint Pat Metheny, Jaco Pastorius, Danny Gottlieb, T Lavitz és Bruce Hornsby. A szintén itt tanuló Rod Morgensteint kérték fel dobosuknak, miután Bart Yarnal szörfözés következtében eltörte a kezét. 1974-ben Frank Josephs lett az új billentyűsük. Miután Morse és West megszerezte a diplomát, az együttes felvette a Dixie Dregs nevet.
Az egyetemen elkezdték az első felvételeket, így 1976-ban megjelent a The Great Spectacular album. A kifejezés még a korábbi énekes/gitárostól Frank Brittingham-től származik. A kiadvány csak promóciós anyagnak készült, ezért mindegy 1000 példányban jelent meg LP formátumban, a Dregs Records kiadásában. Az albumot 1997-ben újrakiadták CD formátumban. Növekvő népszerűségük valamint Chuck Leavell és Twiggs Lyndon (korábban az Allman Brothers Band tagjai voltak) ajánlására a Capricorn Records leszerződtette a zenekart. A készülődő dalokra éppúgy hatással volt John McLaughlin, mint az egyes southern rock előadók. Első nagylemezük Free Fall címmel 1977-ben jelent meg, ahol már Stephen Davidowski kezelte a billentyűs hangszereket Frank Josephs helyett. Davidowski azonban szintén távozott, akinek az a Mark Parrish lett az utódja, aki zenélt már velük még a Dixie Grit időkben. Az album fúziós jazz dalait Morse írta, bizonyítva ezzel nemcsak technikai, de zeneszerzői képességeit is. A Free Fall kereskedelmileg csak mérsékelt sikert aratott, a kritika elismerését viszont sikerült kivívniuk. A kritikák elsősorban a hangszeresek virtuozitását dicsérték.
Így gyorsan következett a folytatás az 1978-ban megjelent What If képében. Míg a korábbi albumon a jazz játszotta a főszerepet, addig itt nagyobb hangsúly helyeződött a rockosabb megközelítésre is. Ezenkívül a jazz, a funk, a klasszikus zene és a folk is helyet kapott némi southern rock hatás mellett. A remek kritikákban részesült albumot az első komolyabb turné követte, mely során felléptek New Yorkban, Georgiaban, Floridában, Dél-Karolinában, Észak-Karolinában, Texasban, Arizonában, Massachusettsben, Mississippiben, és Kaliforniában. Évente mindegy 150-200 koncertet adtak. A körút után nekiláttak következő albumuknak, azzal a Ken Scott producerrel aki már a What If esetén is dolgozott velük. A lemez Night of the Living Dregs címmel jelent meg 1979 márciusában. Az album kapcsán a zenekart először jelölték Grammyre a "legjobb instrumentális rock előadás" kategóriában. A díjat végül Paul McCartney zenekara a Wings kapta. Az albumon élőben rögzített felvételek is vannak, melyek az 1978. július 23-án megrendezett Montreux-i Jazz Fesztivál-on hangzottak el.

### Arista Records-os évek
1979 októberében a Capricorn Records csődbe ment, ezért a zenekar az Arista Records-szal kötött három albumra szóló megállapodást. Időközben Parrisht T Lavitz váltotta fel a billentyűs hangszerek mögött. Már az új felállás készítette el az 1980-ban megjelent Dregs of the Earth albumot, melynek produceri teendőit Steve Morse látta el. Az album a 27. helyig kúszott fel a Billboard jazz albumainak listáján. Parrish zenei pályáját olyan előadók társaságában folytatta, mint Andy Williams, Roberta Flack, Natalie Cole, Luther Vandross, Peabo Bryson, Céline Dion, Regina Belle, Deborah Gibson, Pat Boone és lánya Debby Boone, Glen Campbell és Larry Coryell gitáros. Egy keresztény albumon társproduceri és dalszerzői munkájáért "Angyal díjjal" jutalmazták. Ezenkívül zenei vezetője, karmestere és billentyűse volt a Macskák, Meet Me St. Louis, The Wizard of Oz, a Little Shop of Horrors, Nunsense, Brigadoon, Az Operaház Fantomja, Anything Goes színpadi fellépéseinek, továbbá szerepelt egyéb Broadway fellépéseken is.
A Dixie Dregs következő albuma Unsung Heroes címmel jelent meg 1981-ben, immáron csak Dregs név alatt, a minél nagyobb eladások érdekében. A lemez kiadása után Sloan helyére Mark O’Connor érkezett, aki Nashville-ben megnyert egy hegedűbajnokságot is, továbbá háromszor választottak meg a "nemzet hegedűsének". Ezt követően Eddie Offord produceri segédletével hozzáláttak a következő album munkálatainak. Az Industry Standard című 1982-ben megjelent albumon két énekessel is dolgoztak (Patrick Simmons és Alex Ligertwood) a nagyobb kereskedelmi sikerek érdekében. Patrick Simmons korábban a Doobie Brothers tagjaként, Alex Ligertwood pedig Carlos Santana mellett vált ismertté. A lemez révén másodszor is jelölték őket Grammyre, ezentúl a legjobb rock/jazz előadás kategóriában. A Guitar Player olvasói az "év gitárlemezének" szavazták az Industry Standard lemezt, míg Morse megkapta az "év gitárosa" címet. A névváltoztatás, az énekesek bevonása, és a hosszas turné nem sokat segített a lemezeladásokon, ezért a tagok egyéni projektjeikre kezdtek koncentrálni.

### Újraaktivizálódás, és az utóbbi évek

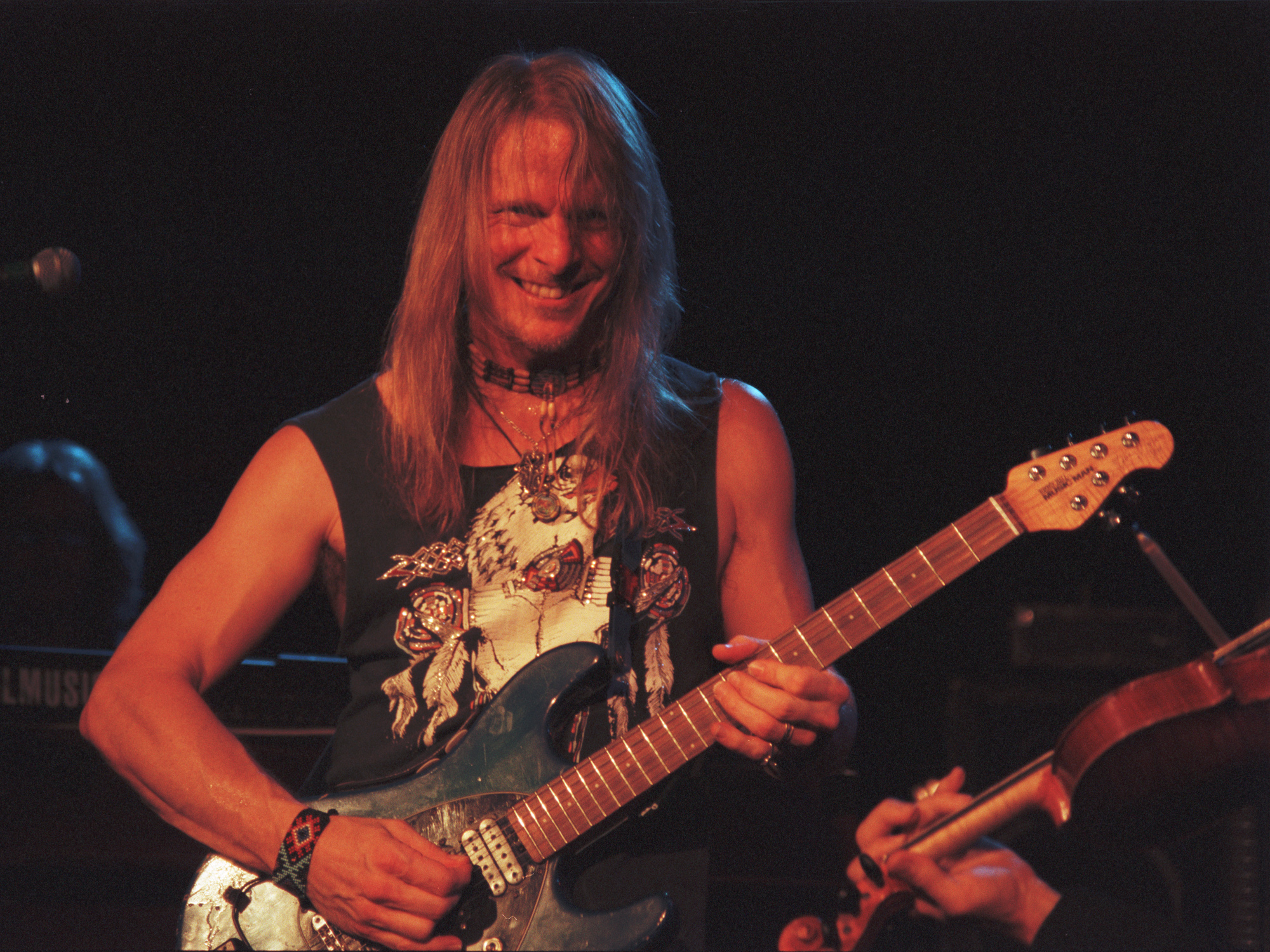
Steve Morse a Dixie Dregs élén, 1999. augusztus 28-án Hollywood-ban.

Az együttes hivatalosan nem oszlott fel, de egészen 1988-ig nem adtak életjelt magukról. Ekkor napvilágot látott egy Off the Record című EP, melyet az Ensoniq kiadó jelentetett meg. Az együttes felállása ekkor az alábbi volt: Steve Morse, T Lavitz, Andy West, és Rod Morgenstein aki szép sikereket ért el a Winger tagjaként. 1988-ban West elhagyta a zenekart helyére Dave LaRue került. A visszatérés alkalmával 1989-ben megjelent egy válogatásalbum Divided We Stand címmel. Ezután turnéra indultak, mely az 1992-ben megjelent Bring 'em Back Alive koncertlemezt eredményezte. Még ez évben Jerry Goodman lett az új hegedűs, aki korábban a Mahavishnu Orchestra keretében bizonyított virtuóz stílusával. A korábbi hegedűs Allen Sloan orvosi karrierje miatt hagyta el a zenekart.

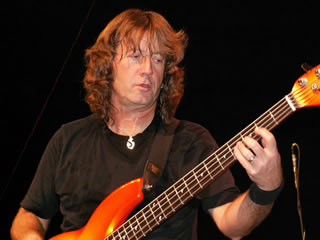
Dave LaRue basszusgitáros 1988 óta a zenekar tagja.

1994-ben 12 év után új stúdióalbum jelent meg Full Circle címmel. Az album kiadása után koncerteket adtak, melyek némelyikén Jordan Rudess, a Dream Theater későbbi billentyűse lépett fel velük. Ezt követően Morse a Deep Purple gitárosa lett, ezért a Dixie Dregs azóta csak rövid turnékat és alkalmi stúdiófelvételeket folytat. 1997-ben a King Biscuit Flower Hour Presents, 2000-ben California Screamin címmel jelentettek meg koncertlemezeket. A King Biscuit Flower Hour Presents King Biscuit eredetileg 1979-ben került rögzítésre a King Biscuit rádióshow számára, míg a California Screamin a Roxy Theatre-ben adott koncert felvétele (1999 augusztus). Ez utóbbin főleg a régi szerzemények szerepeltek, melyek között megtalálható az Allman Brothers Band Jessica és Frank Zappa Peaches en Regalia dalai is. A Peaches en Regaliaban Dweezil Zappa is közreműködik gitáron.
2002 márciusában megjelent egy 20th Century Masters: The Best Of The Dixie Dregs című válogatásalbum, melyet szintén 2002-ben követett a Sects, Dregs and Rock 'n' Roll című DVD kiadvány. 2003-ban egy újabb DVD jelent meg From The Front Row... Live! címmel.

## Jelenlegi tagok
- Steve Morse – gitár (1970 – napjainkig)
- Rod Morgenstein – dob (1973 – napjainkig)
- Jerry Goodman – hegedű (1992 – napjainkig)
- Dave LaRue – basszusgitár (1988 – napjainkig)

### Korábbi tagok
- Gilbert Frayer – dob (1972)
- Allen Sloan, M.D. – hegedű (1973 – 1981, 1992)
- Frank Josephs – billentyűs hangszerek (1974 – 1975)
- Steve Davidowski – billentyűs hangszerek (1975 – 1977)
- Mark Parrish – billentyűs hangszerek (1977 – 1978)
- Jordan Rudess – billentyűs hangszerek (1994-es koncerteken)
- Mark O'Connor – hegedű (1981 – 1982)
- Andy West – basszusgitár (1970 – 1988, 2000)
- T Lavitz – billentyűs hangszerek (1978 – 2010)

## Diszkográfia
- The Great Spectacular (1976 – 1997-ben jelent meg CD-n)
- Free Fall (1977)
- What If (1978)
- Night of the Living Dregs (1979)
- Dregs of the Earth (1980)
- Unsung Heroes (1981)
- Industry Standard (1982)
- Off the Record (1988)
- Divided We Stand: The Best of the Dregs (compilation, 1989)
- Bring 'Em Back Alive (1992)
- Full Circle (1994)
- King Biscuit Flower Hour Presents (1997)
- California Screamin' (2000)
- 20th Century Masters: The Best Of The Dixie Dregs (2002)
- Sects, Dregs and Rock 'n' Roll (DVD, 2002)
- From The Front Row... Live! (Dolby 5.1 DVD-Audio, 2003)